# Koyo Zom
Der Koyo Zom (auch Koyo Zum) ist der höchste Berg des Hinduraj-Gebirges.

## Lage
Der Koyo Zom befindet sich im Distrikt Chitral der pakistanischen Provinz Khyber Pakhtunkhwa unweit der Grenze zum Distrikt Ghizer im Sonderterritorium Gilgit-Baltistan. Der Berg erreicht eine Höhe von 6872 m (nach anderen Quellen 6889 m). Flankiert wird er vom Pechusgletscher im Osten sowie dem Kotalkashgletscher im Westen. Beide Gletscher speisen den im Norden fließenden Yarkhun.

## Besteigungsgeschichte
Die Erstbesteigung gelang einer österreichischen Expedition unter Leitung von Albert Stamm im Jahr 1968 über den Ostgrat. Am 17. August erreichten Gerulf Wilhelm und Viktoria Hribar den Gipfel.